# Ludwika Uggla
Ludwika Uggla z domu Wylezińska (ur. 11 czerwca 1924, zm. 4 lutego 2012) – polska Sprawiedliwa wśród Narodów Świata.

## Życiorys
Urodzona w rodzinie Wylezińskich 11 czerwca 1924. Po upadku powstania warszawskiego wspólnie z mężem Hjalmarem Ugglą ukrywała uciekinierów z płonącej Warszawy: cywili, powstańców, Żydów oraz siostry zakonne. Pod koniec 1944 w willi Sówka przy ul. Piotra Skargi 4, rodzinnej posiadłości Ugglów w Milanówku, jednocześnie ukrywało się ok. 50 osób. Do tej grupy należał Kazimierz Lewartowicz (Cass Lewart) razem z matką Zofią – pianistką koncertową, których Ugglowie przechowywali w specjalnie na ten cel przygotowanej w domu kryjówce od września do grudnia 1944.
6 maja 2007 Instytut Pamięci Jad Waszem w Jerozolimie nadał jej oraz pośmiertnie jej mężowi, Hjalmarowi Uggli, tytuły Sprawiedliwych Wśród Narodów Świata za udzielanie pomocy Kazimierzowi Lewartowiczowi i jego matce Zofii. Inicjatorem nadania odznaczenia był Kazimierz Lewartowicz. Uroczystość wręczenia odznaczeń odbyła się 12 grudnia 2007 w Bibliotece m. st. Warszawy przy ul. Koszykowej.
W 2008 została odznaczona Krzyżem Komandorskim Orderu Odrodzenia Polski.
Zmarła 4 lutego 2012. Spoczęła w kwaterze 23/13/7 na cmentarzu komunalnym przy ul. Poprzecznej. Jej synem jest Zbigniew Uggla.